# William Allingham
William Allingham (Ballyshannon, condado de Donegal, 19 de março de 1824 – Hampstead, Londres, 18 de novembro de 1889) foi um poeta irlandês.

## Biografia
Allingham nasceu em Ballyshannon, condado de Donegal, Irlanda. Era filho do gerente de um banco local, que era descendente de ingleses. Obteve um posto na alfândega de sua cidade natal e ocupou vários cargos semelhantes na Irlanda e na Inglaterra até 1870, quando se retirou do serviço, e tornou-se subeditor da Fraser's Magazine, que editou de 1874 a 1879, na sucessão a James Froude. Allingham publicou um volume de Poems em 1850, seguido por Day and Night Songs, um volume contendo várias letras encantadoras, em 1855. Allingham era muito amigo de Dante Gabriel Rossetti, que contribuiu para a ilustração das Songs. Suas Letters to Allingham (1854-1870) foram editadas por Dr. Birkbeck Hill em 1897. Lawrence Bloomfield in Ireland, seu mais ambicioso, embora não seja a sua obra de maior sucesso, um poema narrativo ilustrativos das questões sociais irlandesas, foi publicado em 1864. Editou também The Ballad Book para a série Golden Treasury, em 1864.
Em 1874 Allingham casou com Helen Paterson, conhecida pelo seu nome de casada como uma pintora aquarelas. Morreu em Hampstead em 1889, e suas cinzas foram enterradas em St. Anne's, em sua cidade natal de Ballyshannon.
Apesar de trabalhar em uma escala sem ostentação, Allingham produziu excelentes poesias líricas e descritivas, e as melhores de suas peças são completamente nacionais em espírito e coloridos locais. Seu verso é claro, moderno, e gracioso.
Outros trabalhos são: Fifty Modern Poems (1865), Songs, Poems, and Ballads (1877), Evil May Day (1883), Blackberries (1884), Irish Songs and Poems (1887), e Varieties in Prose (1893), e, sem dúvida sua obra mais famosa, "The Faeries" (veja abaixo).
William Allingham: a Diary (1907), editado pela Senhora Allingham e D. Radford, contém muitas reminiscências interessantes de Alfred Tennyson, Thomas Carlyle e de outros contemporâneos famosos.
O poeta de Ulster, John Hewitt sentiu profundamente a influência de Allingham, e suas tentativas de reviver a sua fama incluíram a edição e a escrita de uma introdução para The Poems of William Allingham (Oxford University Press/ Dolmen Press, 1967).

## Cultura popular
As linhas iniciais do poema de Allingham The Fairies (Up the airy mountain/Down the rushy glen/We daren't go a-hunting/For fear of little men...) foi citado pelo personagem do Funileiro perto do início do filme Willy Wonka and the Chocolate Factory, assim como no conto de Mike Mignola, Hellboy: The Corpse, além do filme de terror de 1973 Don't Look in the Basement. Várias linhas do poema são citadas por Henry Flyte, um personagem na edição #65 dos quadrinhos da Supergirl, agosto de 2011.
Este mesmo poema foi citado no romance de ficção científica de 1990, de Andre Norton, Dare To Go A-Hunting (ISBN 0-812-54712-87).
Up the Airy Mountain é o título de um conto de Debra Doyle e James D. Macdonald.
O título do trabalho de Terry Pratchett, The Wee Free Men, era "For Fear Of Little Men".